# 廖富源
廖富源（Liu Fu Yuen，1990年8月21日—），生於香港，香港足球運動員，司職守門員，現時效力香港超級聯賽球會東方。

## 球員生涯
廖富源生於香港，於2013年夏天加盟甲組新升班球會元朗，在加盟後首個球季，他協助元朗最終以第7名完成聯賽，保住頂級聯賽資格。可是隨着港超聯於2014/15年球季的成立，取替甲組成為香港的頂級聯賽，廖富源大部份時間都擔當後備。
直到2015年夏天，廖富源加盟甲組半職業球會晨曦，最終協助晨曦奪得足總盃初賽冠軍和聯賽季軍。其後，他在翌季協助晨曦禪聯足總盃初賽冠軍和以全季不敗姿態奪得聯賽冠軍，結果晨曦沒有選擇升班挑戰港超聯。
2017年12月1日，廖富源轉會到甲組球會黃大仙，並在各項賽事上陣20場，協助黃大仙最終以聯賽第7名完成球季。球季完結後，廖富源轉會到港超聯球會東方龍獅。
在2021/22季初菁英盃賽事分组賽，廖富源為東方龍獅連續3場正選上陣。

## 榮譽
公民
- 香港高級組銀牌冠軍（2010–11季度）

晨曦
- 香港初級組足總盃冠軍（2015–16、2016–17季度）
- 香港甲組聯賽冠軍（2016–17季度）

東方
- 香港高級組銀牌冠軍（2019–20、2024–25季度）
- 香港足總盃冠軍（2019–20、2023–24、2024–25季度）
- 香港菁英盃冠軍（2020–21季度）

## 外部連結
- 香港足球總會網站球員資料 （页面存档备份，存于）